# Sozialistischer Parlamentarischer Block
Bloque Parlamentario Socialista (deutsch „Sozialistischer Parlamentarischer Block“) ist eine parlamentarische Fraktion im venezolanischen Parlament. Der Bloque Parlamentario Socialista  wurde am 1. August 2017 von den Parlamentariern Germán Ferrer, Ivonne Téllez und Eustoquio Contreras von der PSUV (deutsch „Sozialistische Einheitspartei Venezuelas“) in Opposition zur Abschaffung der Verfassungsmäßigkeit durch die Exekutive und die De-facto-Judikative gegründet.

## Kontext der Fraktionsgründung
Seit ein Bündnis von Oppositionsparteien im Jahr 2015 bei den Parlamentswahlen eine Zweidrittelmehrheit erhielt, wird sie von der Exekutive und der abhängigen Judikative blockiert. Die meisten Parlamentarier des Regierungsblocks Gran Polo Patriótico boykottieren das Parlament, weil sie in der Minderheit sind.
Als Nicolás Maduro im Rahmen der Proteste gegen die Entmachtung des Parlaments in Venezuela im Sommer 2017 einseitig eine „allmächtige“ verfassunggebende Versammlung einberief, um mit ihr das Parlament und die Staatsanwaltschaft auszuschalten, gründeten Germán Ferrer, Ivonne Téllez und Eustoquio Contreras aus Protest gegen die Aushebelung der Verfassungsmäßigkeit eine unabhängige sozialistische Parlamentsfraktion. Die Wiedereingliederung der Parlamentarier des PSUVs in das Parlament stellt einen Bruch mit der Regierung dar.
Zusammen mit der Staatsanwaltschaft unter Luisa Ortega Díaz stand das Parlament somit im Sommer 2017 überparteilich und fraktionsübergreifend geschlossen hinter der venezolanischen Verfassung von 1999.

## Repressalien vonseiten der Regierung
Kurz nach der Gründung einer unabhängigen sozialistischen parlamentarischen Fraktion entzog die verfassunggebende Versammlung dem Parlamentarier Germán Ferrer die parlamentarische Immunität.
Daraufhin flüchtete der Parlamentarier des Bloque Parlamentario Socialista Germán Ferrer am 18. August 2017  mit der De-jure-Staatsanwältin Luisa Ortega Díaz (seine Ehefrau) und zwei weiteren Begleitern (einer Mitarbeiterin Ortegas und dem früheren Antikorruptionsanwalt Arturo Vilar Esteves) nach Kolumbien. Von der Halbinsel Paraguaná setzten sie mit einem Schnellboot in das 27 Kilometer entfernte Aruba über und flogen anschließend vom Flughafen Aruba mit einem kolumbianischen Charterflugzeug zum Flughafen Bogotá, wo sie von der dortigen Migrationsbehörde empfangen wurden und politisches Asyl beantragten.